# Kodungallur
Kodungallur là một thành phố và khu đô thị của quận Thrissur thuộc bang Kerala, Ấn Độ.

## Địa lý
Kodungallur có vị trí 10°13′B 76°13′Đ / 10,22°B 76,22°Đ Nó có độ cao trung bình là 9 mét (29 feet).

## Nhân khẩu
Theo điều tra dân số năm 2001 của Ấn Độ, Kodungallur có dân số 33.543 người. Phái nam chiếm 47% tổng số dân và phái nữ chiếm 53%. Kodungallur có tỷ lệ 83% biết đọc biết viết, cao hơn tỷ lệ trung bình toàn quốc là 59,5%: tỷ lệ cho phái nam là 86%, và tỷ lệ cho phái nữ là 81%. Tại Kodungallur, 10% dân số nhỏ hơn 6 tuổi.